# Kris Chucko
Kristopher J. Chucko (Burnaby, 13 marzo 1986) è un ex hockeista su ghiaccio canadese, di ruolo attaccante.

## Carriera
Chucko fu scelto al Draft 2004 al primo giro dopo aver messo a segno 87 punti in 53 partite giocate con i Salmon Arm Silverbacks nella British Columbia Hockey League. Dal 2004 al 2006 giocò invece negli Stati Uniti nel campionato NCAA presso l'Università del Minnesota.
Diventò un giocatore professionista il 22 maggio 2006 firmando un contratto con i Calgary Flames, la squadra da cui era stato selezionato due anni prima. Quell'estate fu mandato in American Hockey League nel farm team degli Omaha Ak-Sar-Ben Knights. Dopo un anno la squadra si trasferì e assunse il nome di Quad City Flames. Chucko fu chiamato dai Flames il 5 marzo 2009 e fece il proprio debutto nella National Hockey League contro i Philadelphia Flyers. Dopo un'altra partita giocata contro i Carolina Hurricanes fece ritorno in AHL.  Nel 2009 la squadra AHL legata ai Flames cambiò nuovamente, e Chucko entrò così nel roster degli Abbotsford Heat. La stagione 2009-10 si concluse poco dopo Natale a causa di una commozione cerebrale durante una partita. I Flames prolungarono il contratto di Chucko anche per la stagione 2010-11.
Nell'ottobre del 2010 Chucko patì un'altra commozione cerebrale che portò inoltre a peggiorare un precedente infortunio al collo. A causa dei problemi fisici poté giocare solo due partite in tutta la stagione. Nel 2011 decise di ritirarsi dall'attività agonistica.